# 大東輿地圖

大東輿地圖

大東輿地圖（韓語：대동여지도）是朝鮮王朝地理學家金正浩於1861年繪製的朝鮮半島地圖。其基本圖紙的比例尺為1：162000，將朝鮮全境按緯線劃分為22個部分，將其一個部分作為一冊。一冊中包括東西長80里、北南長120里的區域。連接起22張地域地圖，便可成為寬33平方米的完整的朝鮮全圖。

## 內容
地圖上有山脈、河川、島嶼、港口、航路以及行政地區界線、交通網、通信、歷史遺跡等萬餘個標識。就其規模和描述手法來說，在當時是領先於世的。

## 爭議

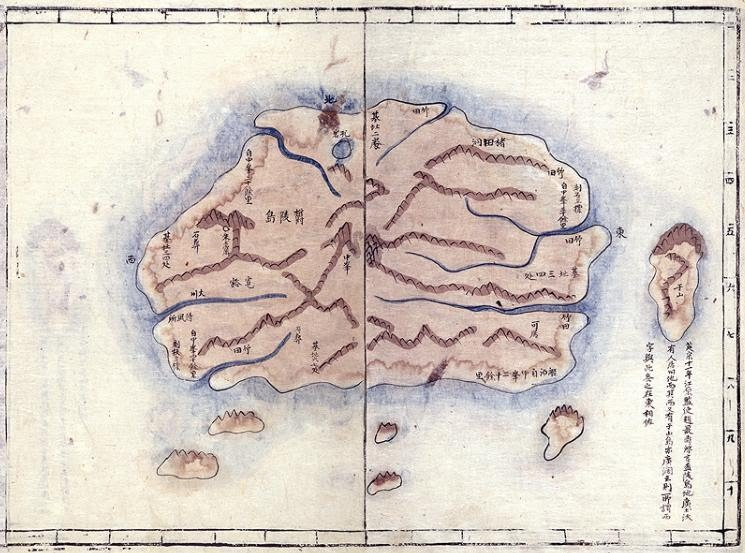
《大東輿地圖》(1861)
鬱陵島和于山島

部分朝鮮民族如李基白等認為現在的延邊及長白山屬於朝鮮所有。但大東輿地圖中既未包括延邊，也說明了長白山天池在中國境內。因此其被認為是勘定邊界的一個有力證據。